# Gustaf Celsing (militär)
Gustaf Arnold Oskar Ulriksson Celsing, född 24 september 1913 i Torps församling i Västernorrlands län, död 30 maj 1989 i Karlskrona stadsförsamling i Blekinge län, var en svensk militär.

## Biografi
Gustaf Celsing avlade studentexamen i Västerås 1932 och blev samma år sjökadett. Han deltog i sjöexpeditioner med övningsbriggen Falken 1932, med pansarkryssaren Fylgia 1932–1933, med pansarkryssaren Fylgia och torpedkryssaren Örnen 1933 samt med pansarskeppet Oscar II och torpedkryssaren Örnen 1934 och 1935. Han avlade sjöofficersexamen vid Sjökrigsskolan 1935 och utnämndes samma år till fänrik i flottan, där han befordrades till löjtnant 1937. Han studerade vid Sjökrigshögskolan 1941–1942, befordrades till kapten 1943, gick Högre torpedkursen vid Sjökrigshögskolan 1943–1944, var fartygschef på jagaren Magne 1944–1945, var fartygschef på jagaren Remus 1945, tjänstgjorde i Torpedsektionen på Karlskrona örlogsvarv 1945–1949, var chef för 4. motortorpedbåtsdivisionen 1949–1950 och var fartygschef på jagaren Uppland 1949–1950. Totalt tjänstgjorde han på sexton olika jagare och på sex av dem var han fartygschef, i några fall som provturschef. Celsing befordrades till kommendörkapten av andra graden 1954 och till kommendörkapten av första graden 1957, var chef för Vapenavdelningen på Karlskrona örlogsvarv 1959–1961, chef för Vapenförvaltningen vid Marinkommando Syd 1961–1964, chef för Militärtekniska sektionen i Torpedbyrån vid Marinförvaltningen 1965–1968 och chef för Militärtekniska sektionen i Torpedbyrån i Marinmaterielförvaltningen i Försvarets materielverk 1968–1969, varefter han inträdde i reserven 1969.
Gustaf Celsing invaldes som ledamot av Kungliga Örlogsmannasällskapet 1956. Han var sällskapets bibliotekarie 1975–1984.
Gustaf Celsing var son till direktör Ulrik Celsing och Elsa Backlund. Han gifte sig 1939 med Elsy (Elsie) Johansson (1912–2008).

### Utmärkelser
- Riddare av första klass av Svärdsorden, 1954.[8]